# Jessica Woodworth
Jessica Hope Woodworth (1971) is een Amerikaans filmregisseuse, scenarioschrijfster en filmproducente.

## Biografie
Jessica Woodworth werd in 1971 geboren in de Verenigde Staten en woont in België. Woodworth begon als schrijver-regisseur-producent voor televisie in Hong Kong en Beijing. Ze is gehuwd met de Belgische regisseur Peter Brosens waarmee ze sinds 2006 speelfilms schrijft, regisseert en produceert. Hun eerste speelfilm Khadak werd in 2006 op het filmfestival van Venetie bekroond met de Luigi De Laurentiisprijs voor beste filmdebuut.

## Filmografie
- Urga Song (documentaire, 1999)
- The Virgin Diaries (documentaire, 2002)
- Khadak, samen met Peter Brosens (2006)
- Altiplano, samen met Peter Brosens (2009)
- La Cinquième Saison, samen met Peter Brosens (2012)
- King of the Belgians, samen met Peter Brosens (2016)
- The Barefoot Emperor, vervolg op King of the Belgian; tevens samen met Peter Brosens (2020)
- Luka (2023)

## Prijzen en nominaties
De belangrijkste:
| Jaar | Prijs                    | Categorie                                   | Film   | Uitslag  |
| ---- | ------------------------ | ------------------------------------------- | ------ | -------- |
| 2006 | Filmfestival van Venetië | Luigi De Laurentiisprijs (beste filmdebuut) | Khadak | Gewonnen |